# Dennis Wolf
Pour les articles homonymes, voir Wolf.
Dennis Wolf, né le 30 octobre 1978  à Tokmok, Kirghizistan, est un culturiste professionnel IFBB de nationalité allemande.
Il se classe pour la première fois en 2007 dans les cinq premiers du concours de Mr. Olympia (5e) faisant de lui un des meilleurs culturistes du monde en activité.
Il se classe 4e en 2008 puis 16e en 2009, toutefois il regagne le « top 5 » en décrochant la 5e place de Mr. Olympia 2010 et 2011 et la 3e place en 2013.

## Caractéristiques
- Taille : 1,80 m
- Poids en compétition : 120 - 124 kg
- Biceps : 56 cm
- Cuisses : 94 cm
- Poitrine: 158 cm

## Historique de compétition
- 1999 NRW, 2e
- 1999 International NRW Championships, heavyweight, 4e
- 2000 International NRW Championships, heavyweight and overall winner
- 2000 International German Championships, heavyweight, 4e
- 2002 Amateur Belgian Grand Prix, 1er
- 2004 NRW Championships, heavyweight and overall winner
- 2004 German Championships, heavyweight, 2e
- 2005 NRW Championships, heavyweight and overall winner
- 2005 German Championships, heavyweight and overall winner
- 2005 World Amateur Bodybuilding Championships, heavyweight and overall winner
- 2006 Europa Super Show, 7e
- 2006 Montréal Pro, 5e
- 2006 Grand Prix Spain, 3e
- 2006 Mr. Olympia, 16e
- 2007 New York Pro, 3e
- 2007 Keystone Pro Classic, 1er
- 2007 Mr. Olympia, 5e
- 2008 Mr. Olympia, 4e
- 2009 Mr. Olympia, 16e
- 2010 Mr. Olympia, 5e
- 2012 Arnold classic, 2e
- 2011 Arnold classic, 2e (meilleur posing)
- 2011 Australian pro, 1er
- 2011 Asian sheru classic, 5e
- 2012 Arnold classic, 2e
- 2013 Mr. Olympia, 3e

- 20 14 Arnold Classic 1st